# جامبولات خاتوخوف
جامبولات ميخائيلوفيتش خاتوخوف (بالروسية:  Джамбулат Михайлович Хатохов)‏ (24 سبتمبر 1999 - 29 ديسمبر 2020) هو أثقلٌ طفلٍ في العالم منذ عام 2003، وذلك وفقًا لموسوعة غينيس للأرقام القياسية.

## وفاته
أُعلن عن وفاته في 29 ديسمبر 2020، وكان يبلغ من العمر 21 عامًا. ولم يُذكر سبب الوفاة، ولكنَّ وسائل الإعلام ذكرت أنه توفي بسبب مشاكلٍ في الكلى.

## تطور وزنه
| العمر   | الوزن                                                           | المرحلة   |
| ------- | --------------------------------------------------------------- | --------- |
| الولادة | 2.9 كغم / 6.4 باوند / 0.5 ستون                                  | طفل طبيعي |
| 1       | 12.7 كغم / 27 باوند / 2 ستون                                    | 3 سنوات   |
| 4       | 55.8 كغم / 123 باوند / 8.8 ستون                                 | 14 سنوات  |
| 6       | 89.7 كغم / 198 باوند / 14.1 ستون                                | بالغ راشد |
| 8       | 132.9 كغم / 293 باوند / 20.9 st                                 |           |
| 9       | 146 كغم / 322 باوند / 23 st                                     |           |
| 10      | 126 كغم / 278 باوند / 19.8 st                                   |           |
| 12      | 175 كغم / 389 باوند / 27.6 ستون 190 كغم / 419 باوند / 29.9 ستون |           |
| 16      | 226 كغم / 498 باوند / 35.6 ستون                                 |           |
| 17      | 230 كغم                                                         |           |
| 18      | 176 كغم                                                         |           |